# Liste der Biografien/Herb
Liste der Biografien |
Portal Biografien |
Personensuche
# |
A |
B |
C |
D |
E |
F |
G |
H |
I |
J |
K |
L |
M |
N |
O |
P |
Q |
R |
S |
T |
U |
V |
W |
X |
Y |
Z |
?
 
Ha |
Hd |
He |
Hi |
Hj |
Hk |
Hl |
Hm |
Hn |
Ho |
Hr |
Hs |
Ht |
Hu |
Hv |
Hw |
Hy
 
Hea |
Heb |
Hec |
Hed |
Hee |
Hef |
Heg |
Heh |
Hei |
Hej |
Hek |
Hel |
Hem |
Hen |
Heo |
Hep |
Heq |
Her |
Hes |
Het |
Heu |
Hev |
Hew |
Hex |
Hey |
Hez
 
Hera |
Herb |
Herc |
Herd |
Here |
Herf |
Herg |
Herh |
Heri |
Herj |
Herk |
Herl |
Herm |
Hern |
Hero |
Herp |
Herq |
Herr |
Hers |
Hert |
Heru |
Herv |
Herw |
Herx |
Hery |
Herz
Die Liste der Biografien führt alle Personen auf, die in der deutschsprachigen Wikipedia einen Artikel haben. Dieses ist eine Teilliste mit 446 Einträgen von Personen, deren Namen mit den Buchstaben „Herb“ beginnt.

## Herb
- Herb, Carl (1871–1935), deutscher Schriftsteller
- Herb, Collie (* 1986), Schweizer Singer-Songwriter
- Herb, Gustav (1862–1947), deutscher Reichsgerichtsrat
- Herb, Johann Baptist (1806–1890), deutscher Theologe
- Herb, Karlfriedrich (* 1957), deutscher Politikwissenschaftler
- Herb, Katharina (* 1968), deutsche Opernsängerin (Mezzosopran) und Kabarettistin
- Herb, Marius (* 2000), deutscher Kirchenmusiker und Organist
- Herb, Martin (1930–2019), deutscher Jurist
- Herb, Paco (* 1996), deutscher Reality-TV-TeilnehmerPaco Herb (* 1996)

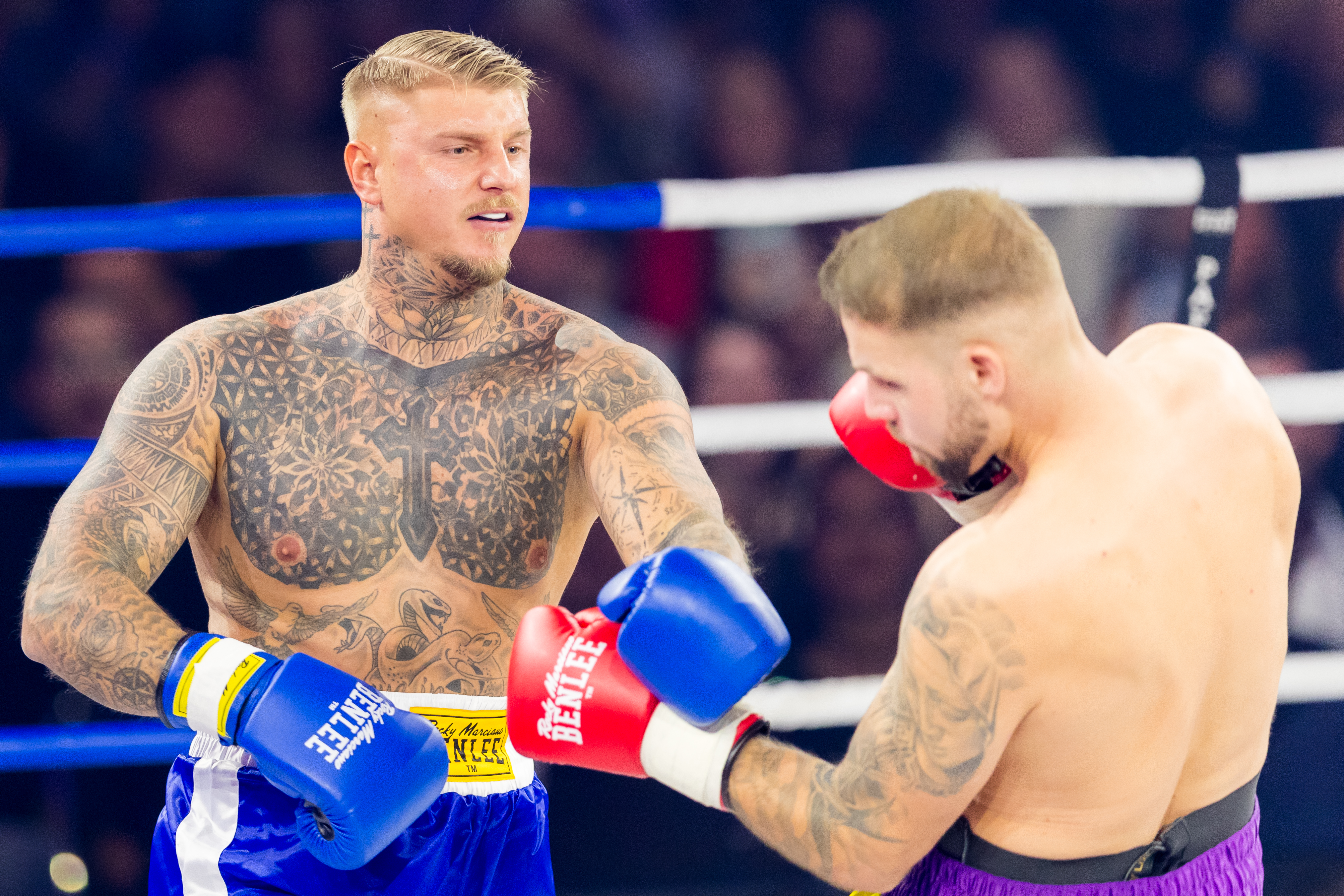
Paco Herb (* 1996)

- Herb, Raymond (1908–1996), US-amerikanischer Physiker

### Herba
- Herbach, Liesel (1912–1986), deutsche Malerin und Heimatforscherin
- Herbain, Chevalier d’ († 1769), französischer Komponist
- Herbain, James (1939–2023), französischer Radrennfahrer
- Herbály, Tamás (* 1996), ungarischer Fußballspieler
- Herbart, August (1851–1936), deutscher Mundartdichter
- Herbart, Johann Friedrich (1776–1841), deutscher Philosoph, Psychologe und PädagogeJohann Friedrich Herbart (1776–1841)

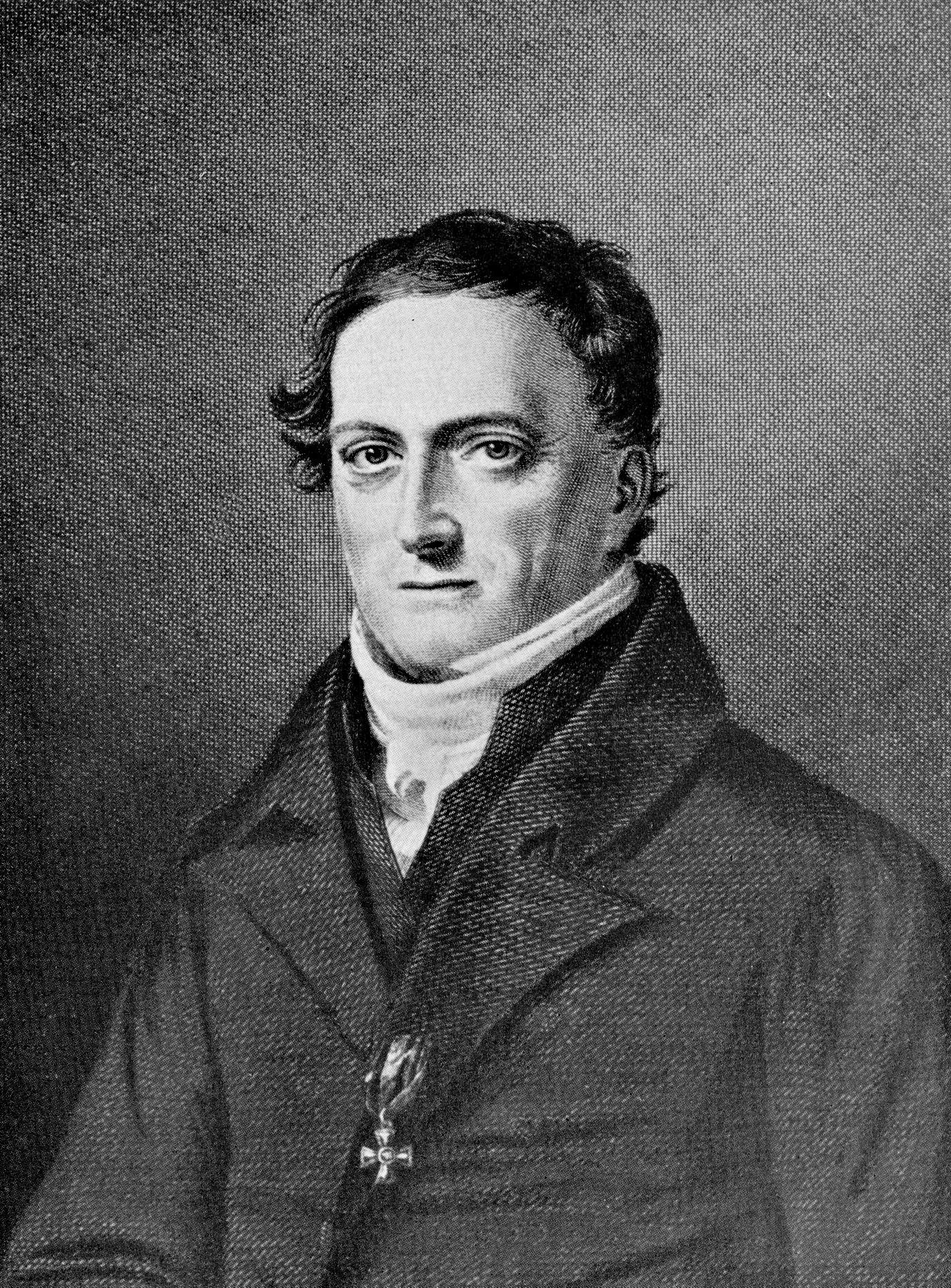
Johann Friedrich Herbart (1776–1841)

- Herbart, Johann Michael (1703–1768), deutscher Pädagoge
- Herbaut, Mathieu (* 2000), französischer E-Sportler
- Herbaux, Raymond (1919–1989), französischer Gewichtheber

### Herbe
- Herbeck, Ernst (1920–1991), österreichischer Lyriker und Maler
- Herbeck, Johann von (1831–1877), österreichischer Dirigent und Komponist
- Herbeck, Karl-August (* 1951), deutscher Fußballspieler
- Herbel, Katrin (* 1972), deutsche Videokünstlerin und Performance-Künstlerin
- Herbel, Serhij (* 1856), russischer Beamter, ukrainischer Politiker
- Herbelot de Molainville, Barthélemy d’ (1625–1695), französischer Orientalist
- Herbemont, Guilly d’ (1888–1980), französische Erfinderin des Blindenstocks
- Herben, Jan (1857–1936), tschechischer Schriftsteller, Verleger, Journalist und Politiker
- Herbener, Peter (1834–1913), Gutsbesitzer und Mitglied der kurhessischen Ständeversammlung
- Herber, Andreas, deutscher Bildhauer, Bildschnitzer, Steinmetz und Modellbauer der Spätrenaissance
- Herber, Arnie (1910–1969), US-amerikanischer American-Football-Spieler
- Herber, Carl Johann (1788–1853), deutscher katholischer Theologe
- Herber, Dirk (* 1979), deutscher Polizeibeamter und Politiker (CDU), MdL
- Herber, Franz (1846–1918), deutscher Unternehmer und Mitglied des Provinziallandtages der Provinz Hessen-Nassau
- Herber, Franz (1908–1996), deutscher Offizier
- Herber, Friedrich (1939–2013), deutscher Rechtsmediziner und Autor
- Herber, Georg (1763–1833), nassauischer Politiker
- Herber, Grete (1910–2005), deutsche Tischtennisspielerin
- Herber, Johannes (* 1983), deutscher Basketballspieler
- Herber, Klaus (* 1958), deutscher Fußballtorwart
- Herber, Maxi (1920–2006), deutsche Eiskunstläuferin
- Herber, Oliver (* 1981), deutscher Fußballspieler
- Herber, Pauline (1852–1921), deutsche Lehrerin, Schriftstellerin und Gründerin des Vereins katholischer deutscher Lehrerinnen
- Herber, Richard (1911–1968), deutscher SED-Funktionär
- Herber, Rolf (1929–2020), deutscher Jurist
- Herber, Wolfgang (1949–2013), deutscher Lehrer, Kommunalpolitiker und Heimatforscher
- Herberay des Essarts, Nicolas († 1552), französischer Übersetzer
- Herberg, Daniel (* 1974), deutscher Curler
- Herberg, Emil (1882–1963), deutscher Politiker (VR), MdR
- Herberg, Friedrich W. (* 1960), deutscher Biochemiker
- Herberg, Hans-Joachim (1919–1999), deutscher Arzt
- Herberg, Heiko (* 1987), deutscher Politiker (SPD), MdA
- Herberg, Heinrich (1873–1947), deutscher Verwaltungsjurist
- Herberg, Katharina (* 1935), deutsche Schauspielerin und Hörspielsprecherin
- Herberg, Marianne (1901–1991), deutsche Malerin
- Herberg, Martin C. (* 1953), deutscher Gitarrist, Songwriter und Musikproduzent
- Herberg, Ulrike (* 1963), deutsche Ärztin und Kinderkardiologin
- Herberg, Will (1901–1977), US-amerikanischer jüdischer Religionsphilosoph
- Herberg-Rothe, Andreas (* 1954), deutscher Historiker und Politikwissenschaftler
- Herberger, Bernd (* 1949), deutscher Schauspieler
- Herberger, Dominikus Hermengild (1694–1760), Bildhauer des Barock und Rokoko in Oberschwaben und am Bodensee
- Herberger, Johann (1919–2002), deutscher Fußballspieler und -trainerJohann Herberger (1919–2002)

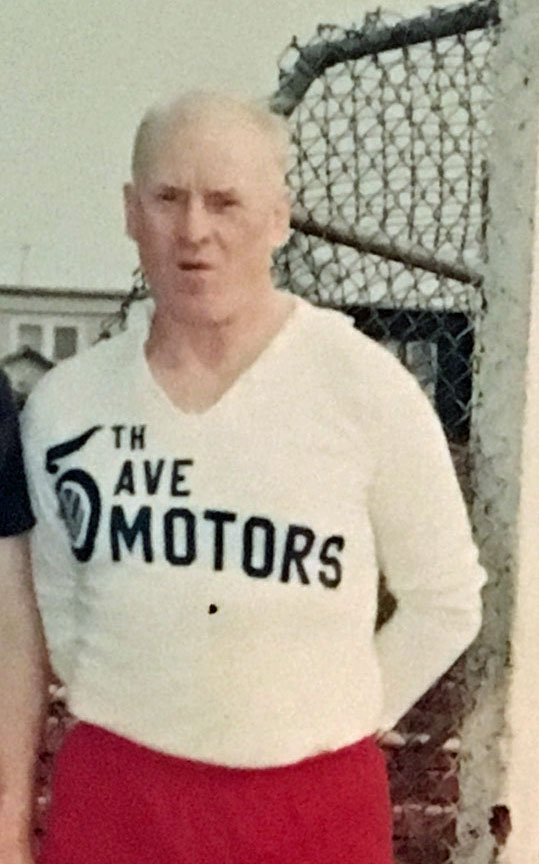
Johann Herberger (1919–2002)

- Herberger, Johann Eduard (1809–1855), deutscher Pharmakologe und Gewerbelehrer
- Herberger, Laura (1860–1942), erzgebirgische Heimatschriftstellerin
- Herberger, Marie (* 1990), deutsche Rechtswissenschaftlerin und Hochschullehrerin
- Herberger, Maximilian (* 1946), deutscher Rechtswissenschaftler und Hochschullehrer
- Herberger, Michael (1712–1784), oberpfälzischer Orgelbauer
- Herberger, Rainer (1939–2013), deutscher Musikpädagoge
- Herberger, Sepp (1897–1977), deutscher Fußballspieler und -trainerSepp Herberger (1897–1977)

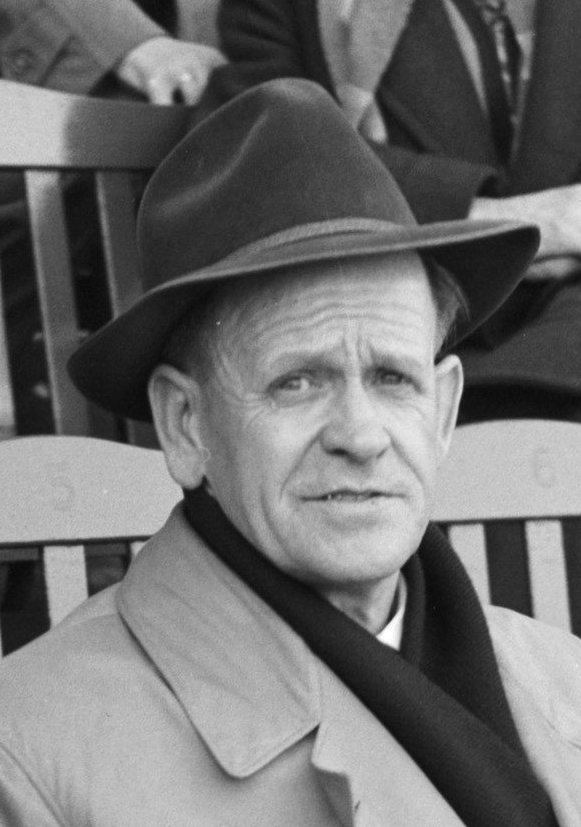
Sepp Herberger (1897–1977)

- Herberger, Simone (* 1962), deutsche Juristin und Richterin
- Herberger, Theodor (1811–1870), deutscher Archivar und Schriftsteller
- Herberger, Tim Alexander (* 1981), deutscher Ökonom
- Herberger, Valerius (1562–1627), deutscher lutherischer Theologe, Erbauungsschriftsteller und Kirchenliederdichter in Polen
- Herberhold, Claus (1938–2021), deutscher HNO-Arzt
- Herberhold, Franz (1906–1979), deutscher Archivar
- Herberhold, Max (* 1936), deutscher Chemiker
- Herberholz, Ralph (1938–2015), deutscher Politiker (SPD), MdB
- Herberholz, Wilhelm (1881–1956), deutscher Maler, Grafiker und Hochschullehrer
- Herberich, Gerhard E. (* 1936), deutscher Chemiker und Hochschullehrer
- Herberich, Jim (* 1963), US-amerikanischer Bobsportler
- Herberich, Ronja (* 1996), deutsche Schauspielerin
- Herberich, Thomas (* 1960), deutscher Bassbariton
- Herbermann, Charles George (1840–1916), US-amerikanischer Altphilologe, Hochschullehrer und Schriftsteller
- Herbermann, Clemens (1910–1987), deutscher Journalist, Redakteur und Herausgeber
- Herbermann, Nanda (1903–1979), deutsche Autorin, Schriftstellerin und Regimekritikerin des NS-Regimes
- Herbers, Erna (* 1925), deutsche Schwimmerin und Olympiateilnehmerin
- Herbers, Fabian (* 1993), deutscher Fußballspieler
- Herbers, Hein (1895–1968), deutscher Pädagoge, Publizist und Pazifist
- Herbers, Katja (* 1980), niederländische SchauspielerinKatja Herbers (* 1980)

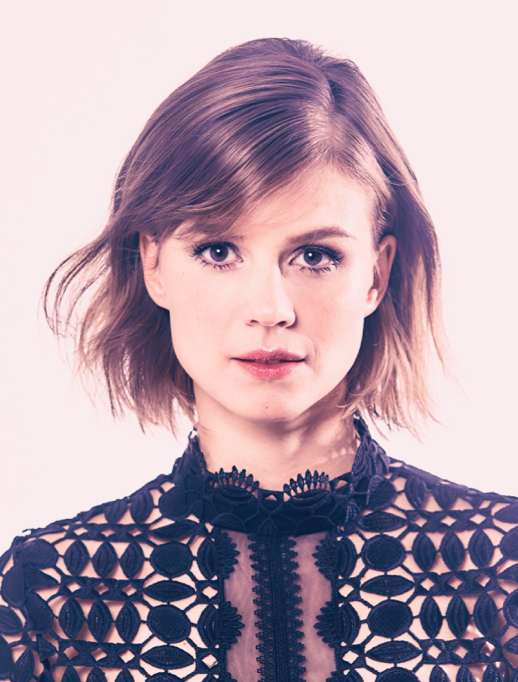
Katja Herbers (* 1980)

- Herbers, Klaus (* 1951), deutscher Historiker
- Herbers, Rudolf (* 1935), deutscher Politiker (SPD), MdB
- Herbers, Werner (1940–2023), niederländischer Oboist und Dirigent
- Herberstein, Anton von (1725–1774), Bischof von Triest
- Herberstein, Bernhardin I. von (1490–1554), Reichsfreiherr zu Neuberg und Gutenhag
- Herberstein, Bernhardin II. von (1566–1624), Landeshauptmann des Herzogtums Steiermark, Reichsfreiherr zu Neuberg und Gutenhag
- Herberstein, Ernest Johann Nepomuk von (1731–1788), erster Bischof der Diözese Linz
- Herberstein, Ferdinand Leopold von (1695–1744), österreichischer Staatsmann, Diplomat und Träger des goldenen Vließes
- Herberstein, Georg der Breite von (1529–1586), Landeshauptmann des Herzogtums Steiermark
- Herberstein, Johann Friedrich von (1626–1701), Besitzer der Herrschaft Grafenort
- Herberstein, Johann Georg von (1591–1663), Bischof-Elekt von Regensburg
- Herberstein, Johann Herbert von (1863–1940), österreich-ungarischer Feldmarschall-Leutnant
- Herberstein, Johann Karl von (1719–1787), Bischof von Laibach
- Herberstein, Joseph von (1757–1816), österreichischer Staatsmann
- Herberstein, Leopold von (1655–1728), Generalfeldmarschall, Ritter des goldenen Vließes, Vize-Hofkriegsratpräsident, Neuberg und Guttenhag, Obrist-Erbland-Kåmmerer und Obrist-Erbtruchseß in Kärnten, wirklicher Geheimer Rat und Kämmerer
- Herberstein, Siegmund von (1486–1566), österreichischer kaiserlicher Rat und Gesandter am Russischen HofSiegmund von Herberstein (1486–1566)

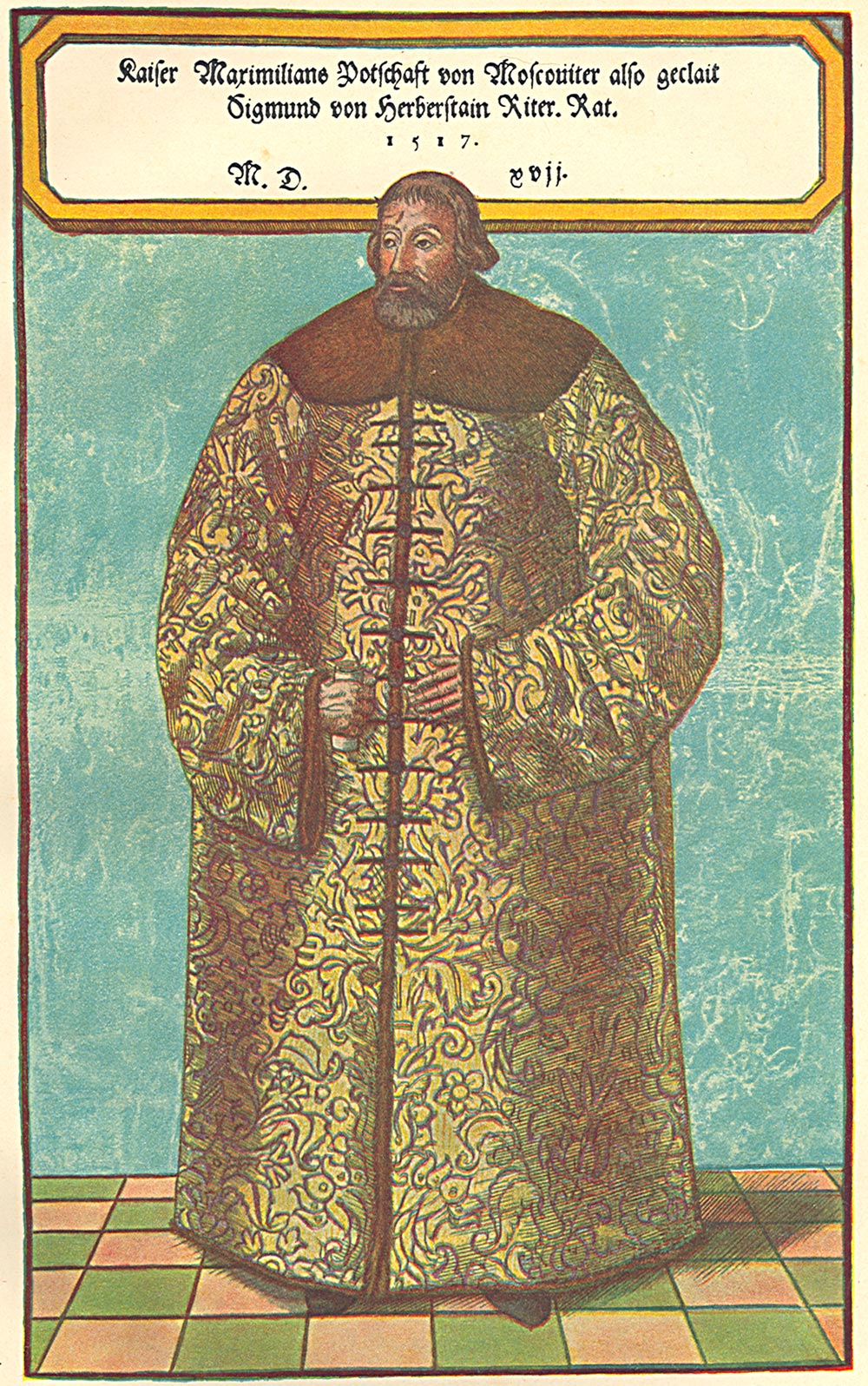
Siegmund von Herberstein (1486–1566)

- Herberstein, Sigismund Christoph von (1644–1716), Bischof von Laibach
- Herberstorff, Adam von (1585–1629), bayerischer Statthalter dann österreichischer Landeshauptmann von Oberösterreich
- Herberstorff, Franz von, Mitglied im steirischen Landesausschuss und Bürgermeister in Graz
- Herberstorff, Karl von (1547–1606), Vertreter des Protestantismus im steirischen Raum um Radkersburg und im benachbarten ungarischen Gebiet des Eisenburger Komitats
- Herbert, schottischer Geistlicher
- Herbert (1929–2007), belgischer Comiczeichner
- Herbert de Maxwell († 1298), schottischer Ritter und Burgherr von Caerlaverock Castle
- Herbert Hriberschek Ágústsson (1926–2017), isländischer Komponist und Hornist
- Herbert I. († 1036), Graf von Maine
- Herbert II. († 1062), Graf von Maine
- Herbert of St. Julians, George, anglo-walisischer Ritter
- Herbert Snorrason (* 1985), isländischer Internetaktivist (WikiLeaks, OpenLeaks)
- Herbert von Derwent Water († 687), angelsächsischer Mönch und Einsiedler
- Herbert, Adam (1887–1976), deutscher Apotheker, Unternehmer und Mäzen der Stadt Wiesbaden
- Herbert, Arthur James (1820–1897), britischer General
- Herbert, Arthur James (1855–1921), britischer Diplomat
- Herbert, Arthur, 1. Earl of Torrington (1647–1716), englischer Admiral und PolitikerArthur Herbert, 1. Earl of Torrington (1647–1716)

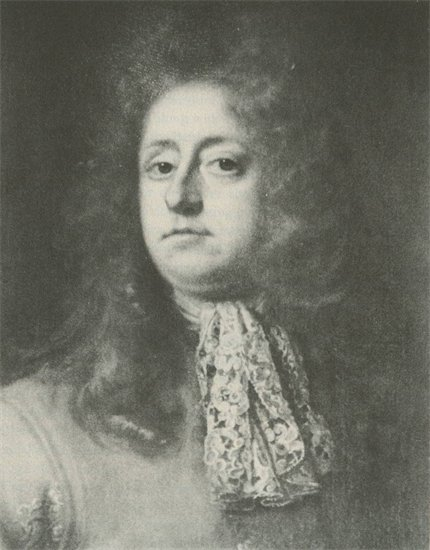
Arthur Herbert, 1. Earl of Torrington (1647–1716)

- Herbert, Brian (* 1947), US-amerikanischer Schriftsteller
- Herbert, Caleb Claiborne († 1867), US-amerikanischer Plantagenbesitzer, Offizier und Politiker
- Herbert, Candie (* 1977), französische Fußballspielerin
- Herbert, Charles (1846–1924), britischer Sportler, Sportfunktionär, Gründungsmitglied des Internationalen Olympischen Komitees
- Herbert, Christopher (* 1944), britischer Theologe und Bischof von St. Albans
- Herbert, Edward, 1. Baron Herbert of Cherbury (1583–1648), britischer Politiker, Militär, Diplomat, Historiker, Dichter und Religionsphilosoph
- Herbert, Edward, 3. Baron Herbert of Chirbury (1633–1678), englischer Adliger und Militär
- Herbert, Edwin, Baron Tangley (1899–1973), britischer Jurist
- Herbert, Elizabeth (1822–1911), britische Philanthropin und katholische Schriftstellerin, Ehefrau von Sidney Herbert
- Herbert, F. Hugh (1887–1958), britisch-amerikanischer Drehbuchautor und Schriftsteller
- Herbert, Frank (1920–1986), US-amerikanischer Science-Fiction- und Fantasy-AutorFrank Herbert (1920–1986)

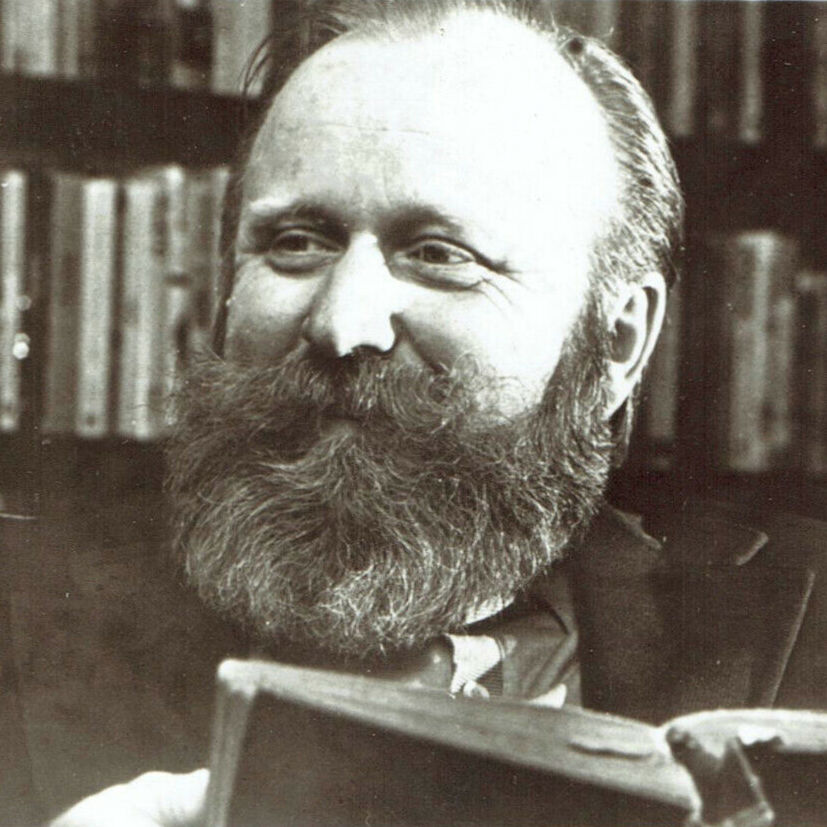
Frank Herbert (1920–1986)

- Herbert, Franz (1885–1945), deutscher Landwirt und Politiker (BVP), MdR
- Herbert, Franz Paul von (1759–1811), österreichischer Kunstmäzen und Vertreter der Aufklärung in der Habsburgermonarchie
- Herbert, Franz Paul von (1819–1884), österreichischer Politiker
- Herbert, Fritz (1860–1925), deutscher Politiker (SPD), MdR, Konsumgenossenschafter und Gewerkschafter
- Herbert, Gábor (* 1979), ungarischer Handballspieler
- Herbert, Garry (* 1969), britischer Ruderer
- Herbert, Gary R. (* 1947), US-amerikanischer Politiker
- Herbert, Georg (* 1947), deutscher Jurist
- Herbert, George (1593–1633), englischer Geistlicher, Lyriker und Schriftsteller
- Herbert, George, 5. Earl of Carnarvon (1866–1923), britischer Aristokrat, Finanzier der Ausgrabung des ägyptischen Pharaos Tutanchamun
- Herbert, Gerhard (* 1955), deutscher Kommunalpolitiker (SPD)
- Herbert, Gordon (* 1959), kanadischer Basketballspieler und -trainerGordon Herbert (* 1959)

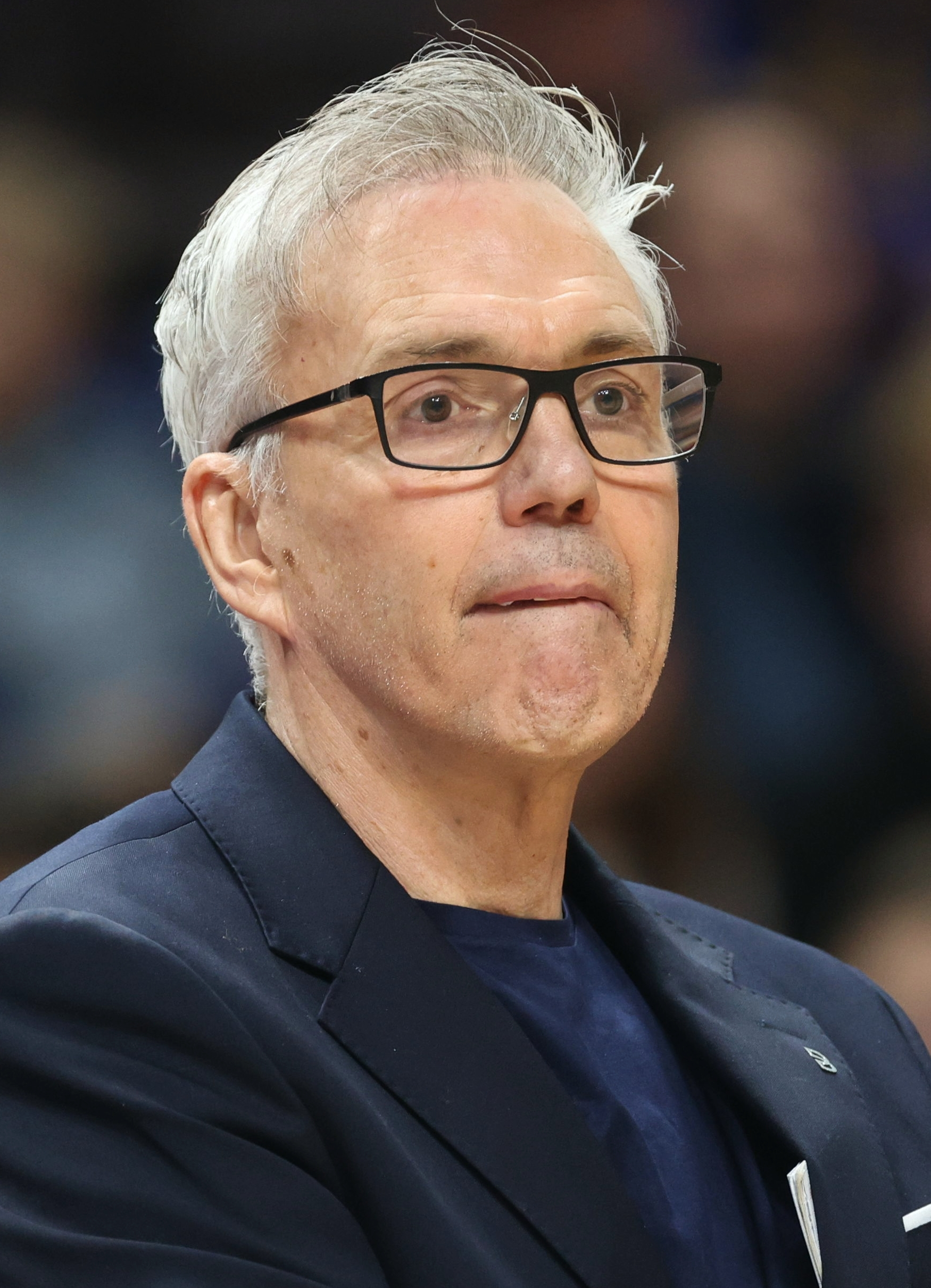
Gordon Herbert (* 1959)

- Herbert, Greg (1947–1978), US-amerikanischer Jazzmusiker
- Herbert, Heinrich (1872–1956), deutscher Bauingenieur und Fachschullehrer, Direktor der Baugewerkschulen Idstein und Erfurt
- Herbert, Henri (* 1985), französischer Boogie-Woogie-Pianist
- Herbert, Henry William (1807–1858), englischer Schriftsteller, Übersetzer, Dichter, Journalist, Historiker und Illustrator
- Herbert, Henry, 1. Earl of Carnarvon (1741–1811), britischer Peer und Politiker
- Herbert, Henry, 17. Earl of Pembroke (1939–2003), britischer Adliger, Filmregisseur und -produzent
- Herbert, Henry, 2. Earl of Pembroke (1538–1601), englischer Peer
- Herbert, Henry, 3. Earl of Carnarvon (1800–1849), britischer Politiker, Mitglied des House of Commons, Autor und Reisender
- Herbert, Henry, 4. Earl of Carnarvon (1831–1890), britischer Politiker und Mitglied der Conservative Party
- Herbert, Henry, 6. Earl of Carnarvon (1898–1987), britischer Peer und Offizier
- Herbert, Henry, 7. Earl of Carnarvon (1924–2001), britischer Peer, Manager von Rennpferden und Politiker
- Herbert, Hilary A. (1834–1919), US-amerikanischer Politiker
- Herbert, Holmes (1882–1956), britischer Schauspieler
- Herbert, Hugh (1884–1952), US-amerikanischer Komiker, Schauspieler und Sketchschreiber
- Herbert, Ingo (* 1960), deutscher Diplomat
- Herbert, Jake, britischer Schauspieler, Model und Fotograf
- Herbert, Jake (* 1985), US-amerikanischer Ringer
- Herbert, James (1943–2013), britischer AutorJames Herbert (1943–2013)

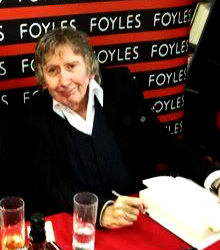
James Herbert (1943–2013)

- Herbert, Jasmin (* 1991), deutsche Fußballspielerin
- Herbert, Jocelyn (1917–2003), britische Kostüm- und Bühnenbildnerin
- Herbert, Johann Michael von (1726–1806), österreichischer Industriepionier, der 1761 die erste Bleiweißfabrik Österreichs gründete
- Herbert, Johannes (1912–1978), deutscher Ringer
- Herbert, John (* 1962), britischer Dreispringer und Bobfahrer
- Herbert, John Alexander (1862–1948), britischer Bibliothekar
- Herbert, John Carlyle (1775–1846), US-amerikanischer Politiker
- Herbert, John D. (1930–2017), US-amerikanischer Jurist und Politiker
- Herbert, John Rogers (1810–1890), englischer Maler
- Herbert, Johnny (* 1964), britischer AutomobilrennfahrerJohnny Herbert (* 1964)

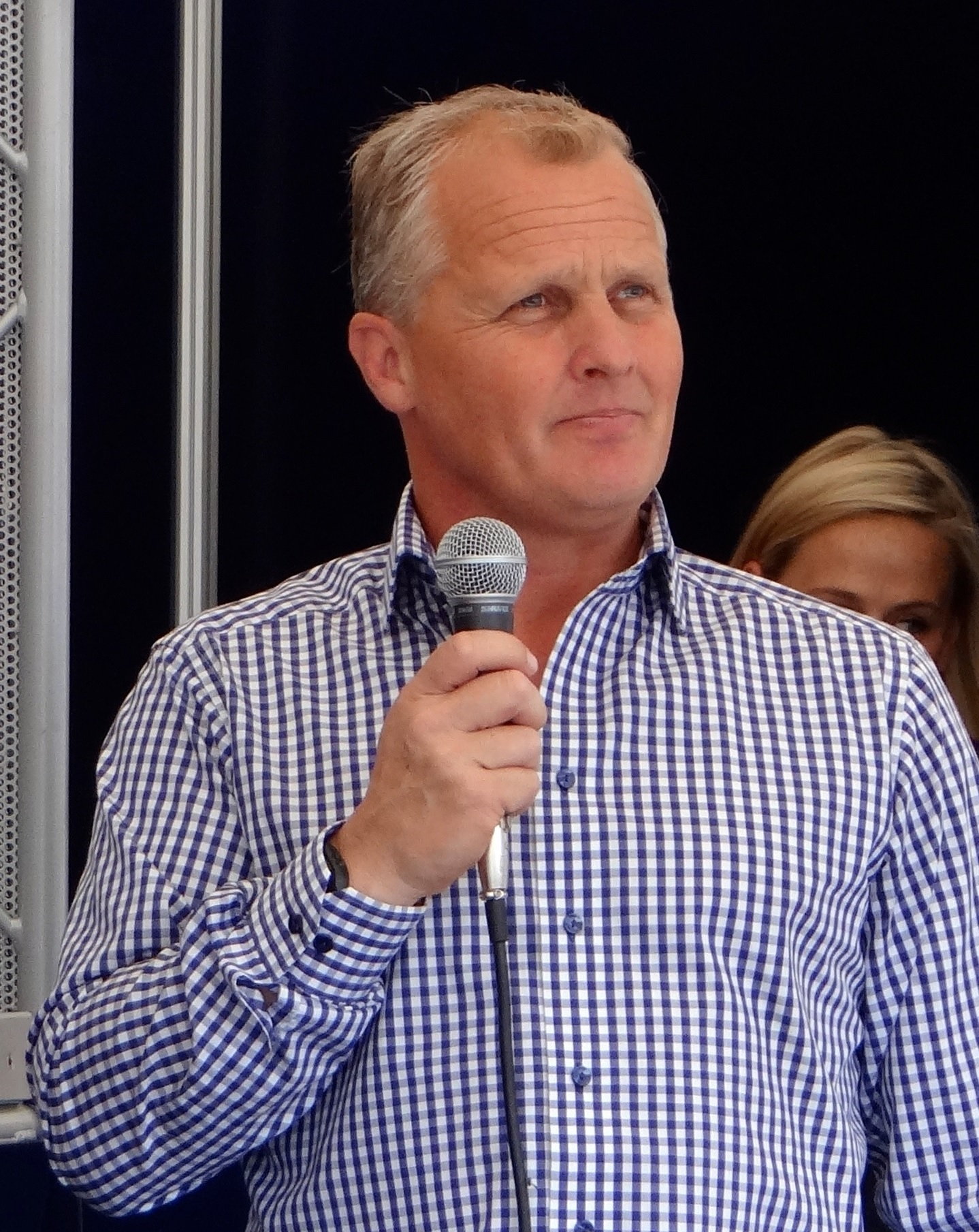
Johnny Herbert (* 1964)

- Herbert, Joseph von (1725–1794), österreichischer Jesuit, Physiker, Schriftsteller und Domherr
- Herbert, Justin (* 1998), US-amerikanischer American-Football-Spieler
- Herbert, Karl (1883–1949), deutscher Politiker (Zentrum), MdR
- Herbert, Karl (1907–1995), deutscher evangelischer Theologe
- Herbert, Kurt (1905–1966), deutscher Politiker (DP), MdHB
- Herbert, Llewellyn (* 1977), südafrikanischer Hürdenläufer
- Herbert, Maria von (1769–1803), österreichische Briefeschreiberin an Kant
- Herbert, Mary H. (* 1957), US-amerikanische Fantasy-Autorin
- Herbert, Matthew (* 1972), britischer Musiker, Filmkomponist und Musikproduzent der elektronischen Musikszene
- Herbert, Matthias (* 1960), deutscher Schriftsteller, Publizist und Drehbuchautor
- Herbert, Michael (1925–2006), irischer Politiker (Fianna Fáil)
- Herbert, Mort (1925–1983), US-amerikanischer Jazzbassist
- Herbert, Nick (* 1937), US-amerikanischer Physiker und Esoterik-Autor
- Herbert, Nick (* 1963), britischer Politiker, Mitglied des House of Commons
- Herbert, Ottilie von (1825–1847), österreichische Komponistin
- Herbert, Otway (1901–1984), britischer Offizier und Generalleutnant des Heeres
- Herbert, Paul M. (1889–1983), US-amerikanischer Politiker
- Herbert, Percy (1920–1992), britischer Filmschauspieler
- Herbert, Peter (1929–2019), britischer Admiral
- Herbert, Peter (* 1960), österreichischer Kontrabassist und Komponist
- Herbert, Petrus (1533–1571), deutscher evangelischer Theologe und Kirchenlieddichter
- Herbert, Philemon T. (1825–1864), US-amerikanischer Politiker
- Herbert, Pierre-Hugues (* 1991), französischer TennisspielerPierre-Hugues Herbert (* 1991)

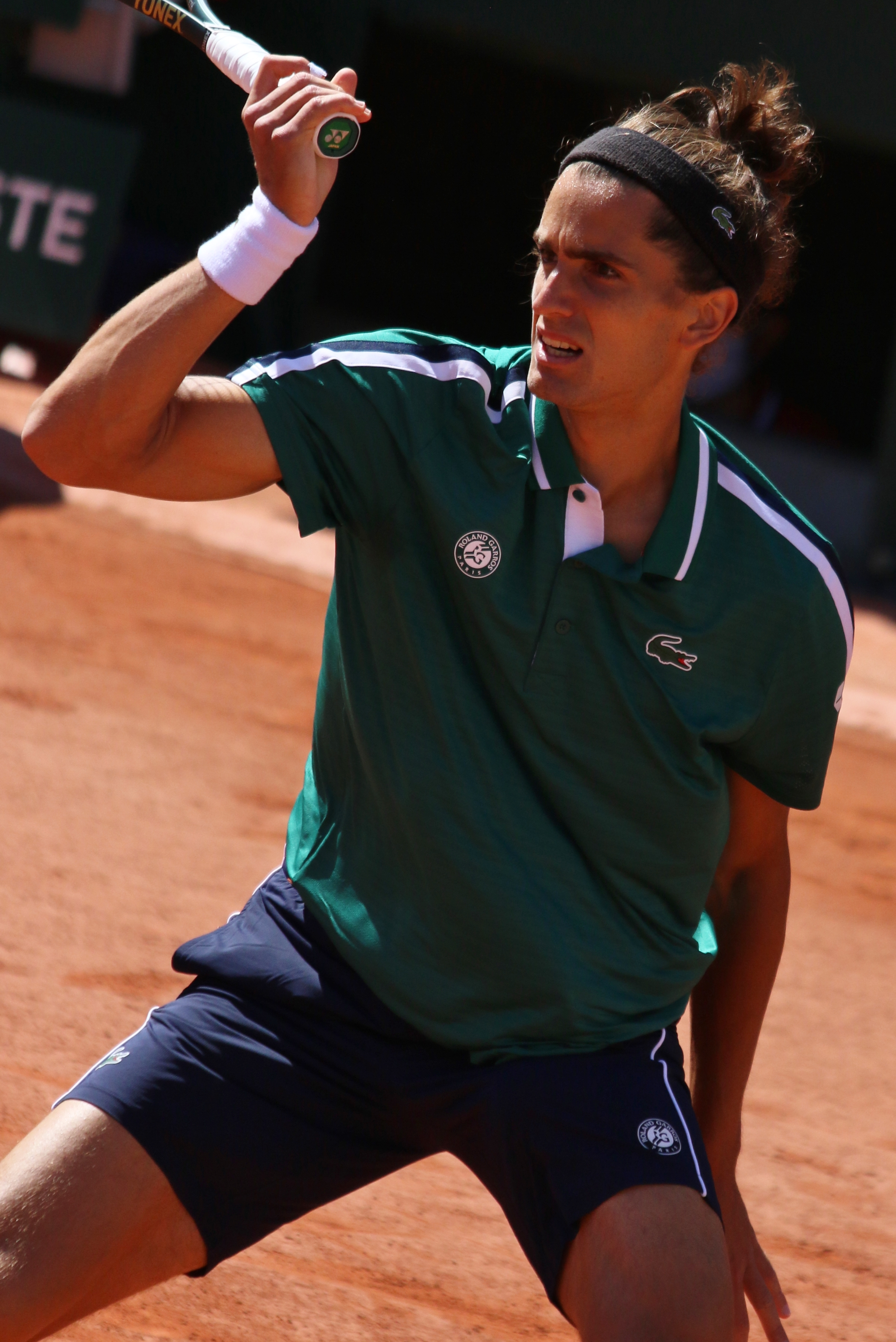
Pierre-Hugues Herbert (* 1991)

- Herbert, Ricki (* 1961), neuseeländischer Fußballspieler und -trainer
- Herbert, Sidney, 1. Baron Herbert of Lea (1810–1861), britischer Politiker, Mitglied des House of Commons, Unterstützer der Florence Nightingale
- Herbert, Sidney, 16. Earl of Pembroke (1906–1969), britischer Adliger
- Herbert, Simon (* 2001), englischer Squashspieler
- Herbert, Stacy (* 1968), US-amerikanische Fernsehmoderatorin und Filmproduzentin
- Herbert, Steiner (1923–2001), österreichischer Kommunist und Gründer des DÖW
- Herbert, Thomas (1606–1682), britischer Reisender und Historiker
- Herbert, Thomas J. (1894–1974), US-amerikanischer Jurist und Politiker
- Herbert, Thomas von (1738–1760), österreichischer Orientalist, Diplomat und Übersetzer
- Herbert, Thomas, 8. Earl of Pembroke († 1733), britischer Politiker
- Herbert, Timothy James (* 1941), australischer Handchirurg
- Herbert, Toni (1912–1990), deutscher Synchronsprecher und Filmschauspieler
- Herbert, Tyrrell (* 1986), US-amerikanischer American-Football-Spieler und Arena-Football-Spieler
- Herbert, Ulrich (* 1951), deutscher HistorikerUlrich Herbert (* 1951)

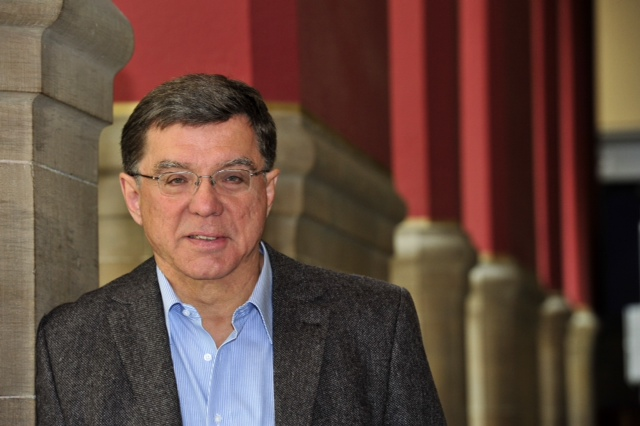
Ulrich Herbert (* 1951)

- Herbert, Valentin (1864–1933), Landtagsabgeordneter Volksstaat Hessen
- Herbert, Victor (1859–1924), US-amerikanischer Komponist
- Herbert, Vincent, US-amerikanischer Produzent und Komponist
- Herbert, Wally (1934–2007), schottischer Polarforscher
- Herbert, Werner (* 1963), österreichischer Polizist und Politiker (FPÖ), Abgeordneter zum Nationalrat, Mitglied des Bundesrates
- Herbert, Willi (1938–2018), deutscher Fußballspieler
- Herbert, William († 1757), britischer Offizier und Politiker
- Herbert, William (1778–1847), britischer Botaniker, Dichter, Geistlicher und Abgeordneter des Parlaments
- Herbert, William, 1. Earl of Pembroke (1423–1469), englischer Adliger, Gründer von Raglan Castle
- Herbert, William, 1. Earl of Pembroke (1501–1570), Adliger und Höfling unter den Tudors
- Herbert, William, 2. Earl of Pembroke († 1490), englischer Adliger
- Herbert, William, 3. Earl of Pembroke (1580–1630), englischer Adliger und Patron William Shakespeares
- Herbert, Willy (1904–1969), deutscher SS-Führer, Polizist und Politiker (NSDAP), MdR
- Herbert, Xavier (1901–1984), australischer Schriftsteller und Naturforscher
- Herbert, Zbigniew (1924–1998), polnischer SchriftstellerZbigniew Herbert (1924–1998)

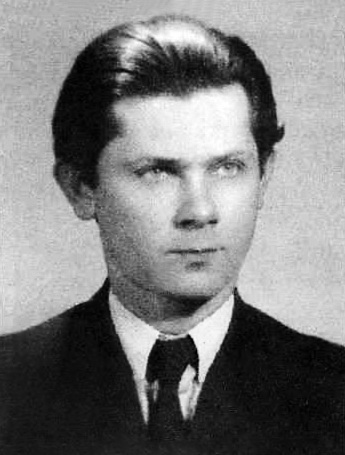
Zbigniew Herbert (1924–1998)

- Herbert-Kerchnawe, Ernst (1842–1907), österreichischer Fabrikant und Politiker, Landtagsabgeordneter
- Herbert-Rathkeal, Gabriel von (1832–1889), österreichisch-ungarischer Diplomat
- Herbert-Rathkeal, Heinrich Constantin von (1785–1847), Feldmarschall-Lieutenant und Inhaber des Infanterie-Regiments No. 45
- Herbert-Rathkeal, Peter Philipp von (1735–1802), österreichischer Diplomat
- Herberth, Alfred (* 1955), deutscher Fußballspieler
- Herberth, Ludwig (1890–1953), österreichischer Politiker (KPÖ)
- Herberts, Hermann (1900–1995), deutscher Journalist und Politiker (USPD, SPD), MdB
- Herberts, Kjell (* 1951), finnlandschwedischer Soziologe
- Herberts, Kurt (1901–1989), deutscher Chemiker und Unternehmer, Gründer des Lack-Unternehmens Herberts
- Herbertson, Craig (* 1959), schottischer Musiker und Songwriter
- Herbertz, Eva-Maria (* 1947), deutsche Sachbuchautorin
- Herbertz, Richard (1878–1959), deutsch-Schweizer Philosoph und Hochschullehrer
- Herberz, Balthasar (1853–1932), deutsch-russischer Metallurge und Manager in der russischen Montanindustrie
- Herberz, Philipp († 1881), deutscher Jurist, preußischer Verwaltungsbeamter
- Herbet, Nikolaus (* 1889), deutscher KZ-Kommandant
- Herbet, Yves (1945–2024), französischer Fußballspieler und -trainer
- Herbeville, Ludwig von (1635–1709), kaiserlicher Feldmarschall

### Herbi
- Herbich, Anna (* 1986), polnische Journalistin
- Herbich, Barbara (1954–2009), US-amerikanische Dokumentarfilmerin
- Herbich, Franz (1791–1865), österreichischer Arzt und Botaniker
- Herbich, Franz (1821–1887), österreichischer Geologe und Paläontologe
- Herbick, Michael, US-amerikanischer Toningenieur
- Herbiers, Marquis de L’Estenduère, Henri-François des (1682–1750), französischer Marineoffizier
- Herbiet, Chloé (* 1998), belgische Leichtathletin
- Herbig, Alfred (1896–1960), deutscher Politiker (SPD), MdL (Württemberg-Baden)
- Herbig, Andreas (1966–2022), deutscher Musikproduzent
- Herbig, Ernst (1876–1943), deutscher Manager des Kohlenbergbaus
- Herbig, Friedrich August (1794–1849), deutscher Verlagsbuchhändler
- Herbig, George Howard (1920–2013), US-amerikanischer Astronom
- Herbig, Günther (* 1931), deutscher Dirigent
- Herbig, Gustav (1868–1925), deutscher Sprachwissenschaftler
- Herbig, Gustav (1888–1965), deutscher Diplomat und Politiker (SPD), MdB, deutscher Gesandter in Uruguay
- Herbig, Hans-Georg (1955–2023), deutscher Geologe und Paläontologe
- Herbig, Heinz-Dieter (* 1951), deutscher Schriftsteller
- Herbig, Jost (1938–1994), deutscher Wissenschaftspublizist und Kunstsammler
- Herbig, Michael (* 1968), deutscher Schauspieler, Regisseur und ProduzentMichael Herbig (* 1968)

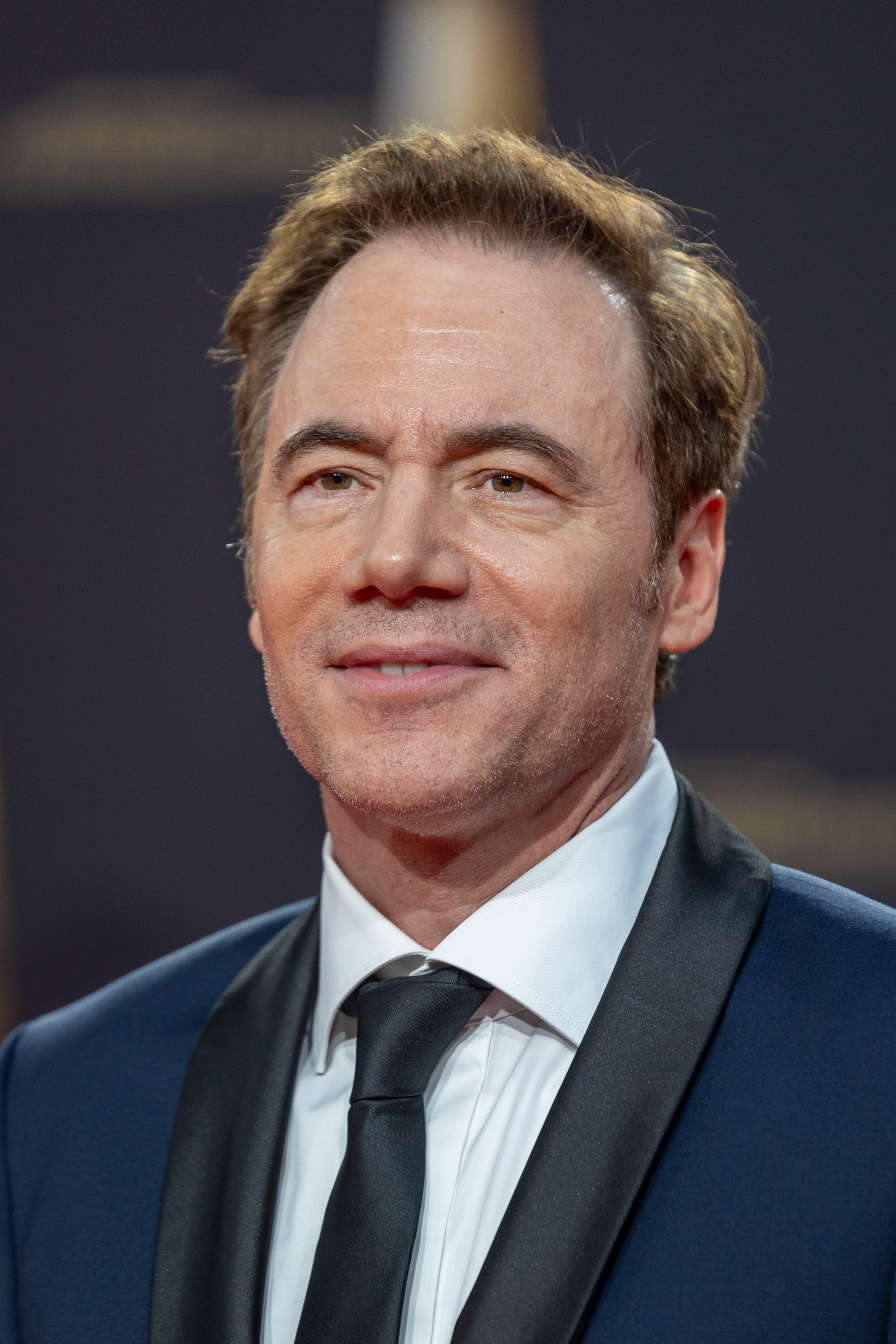
Michael Herbig (* 1968)

- Herbig, Otto (1889–1971), deutscher Maler und Grafiker
- Herbig, Reinhard (1898–1961), deutscher Klassischer Archäologe
- Herbig, Scipio Agricola (1821–1891), Jurist, Reichstagsabgeordneter
- Herbig, Wilhelm (1787–1861), deutscher Maler
- Herbig-Matten, Harriet (* 2003), deutsche Schauspielerin
- Herbigny, Michel d’ (1880–1957), französischer Orientalist und Geheimbischof in der Sowjetunion
- Herbillon, Émile (1794–1866), französischer General
- Herbillon, Jacques (1928–2011), französischer Boxer
- Herbillon, Michel (* 1951), französischer Politiker
- Herbin, Auguste (1882–1960), französischer MalerAuguste Herbin (1882–1960)

Auguste Herbin (1882–1960)

- Herbin, Baptiste (* 1987), französischer Jazz-Saxophonist
- Herbin, Robert (1939–2020), französischer Fußballspieler und -trainer
- Herbing, Alina (* 1984), deutsche Schriftstellerin
- Herbing, August Bernhard Valentin (1735–1766), deutscher Organist und Komponist
- Herbinius, Johannes, deutscher Pädagoge und evangelischer Theologe
- Herbinson, Brian (1930–2022), kanadischer Reiter
- Herbish, Suleiman Jasir Al- (* 1942), saudi-arabischer Generaldirektor des OPEC Fonds für Internationale Entwicklung (OFID)
- Herbison, Peggy (1907–1996), britische Politikerin, Unterhausabgeordnete

### Herbj
- Herbjørnsrud, Hans (1938–2023), norwegischer Schriftsteller

### Herbo
- Herbo, Léon (1850–1907), belgischer Potrat- und Genremaler sowie Orientalist und Kunstkritiker
- Herbold, Astrid (* 1973), deutsche Journalistin und Autorin
- Herbold, Georg (1919–1998), deutscher Fußballspieler
- Herbold, Hermann (1906–1985), deutscher Ruderer
- Herbolsheimer, Helmut (1925–1996), deutscher Fußballspieler
- Herbolzheimer, Emil (1944–2011), deutsch-spanischer Volkswirt
- Herbolzheimer, Karl (1915–2007), deutscher Handballspieler
- Herbolzheimer, Peter (1935–2010), deutscher Posaunist und Bandleader
- Herbord († 1275), Bischof von Lavant
- Herbord († 1473), katholischer Priester, Benediktiner und Abt des Klosters Murrhardt
- Herbord († 1168), deutscher Mönch und Biograph
- Herbord von Bischofsroda († 1376), spätmittelalterlicher Gelehrter und Propst
- Herbord von Raven, erster Stadtschulze von Neubrandenburg
- Herbordt-von Wickede, Suzanne (* 1956), amerikanische Vorderasiatische Archäologin
- Herborn, Friedrich (1786–1842), nassauischer Politiker
- Herborn, Peter (* 1955), deutscher Jazzmusiker (Posaunist, Bandleader, Arrangeur), Komponist und Hochschullehrer
- Herborn, Wolfgang (1940–2015), deutscher Historiker
- Herbort von Fritzlar, mittelhochdeutscher Verfasser eines Trojaromans
- Herbort, Johann Anton von (1702–1757), Schweizer Baumeister
- Herbort, Wolfgang (1941–2023), deutscher Theaterangestellter
- Herborth, August (1878–1968), brasilianisch-deutscher Keramiker, Zeichner und Kunstanalytiker
- Herbos, Gérardine (* 1884), belgische Eiskunstläuferin

### Herbr
- Herbrand, Freddy (* 1944), belgischer Leichtathlet
- Herbrand, Jacques (1908–1931), französischer Logiker
- Herbrand, Markus (* 1971), deutscher Politiker (FDP), MdB
- Herbrecht, Inge (1925–2012), deutsche Schauspielerin
- Herbrecht, Sophie (* 1982), französische Handballspielerin und -trainerin
- Herbrechter, Max (* 1958), deutscher Schauspieler und KabarettistMax Herbrechter (* 1958)

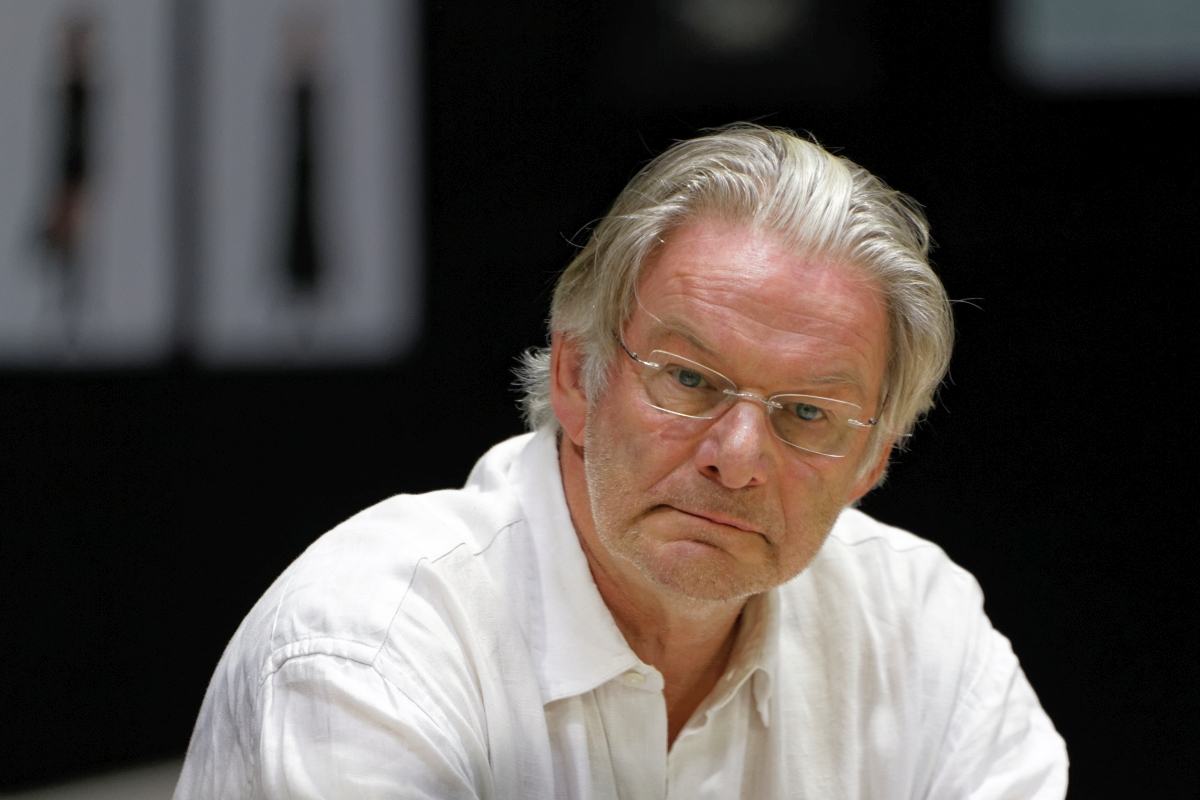
Max Herbrechter (* 1958)

- Herbreteau, Hubert (* 1948), französischer Geistlicher, emeritierter römisch-katholischer Bischof von Agen
- Herbrich, Anna (1904–1943), österreichische Schneiderin und Widerstandskämpferin
- Herbrich, Anne (* 1971), deutsche Basketballspielerin
- Herbrich, Johannes († 1607), deutscher Prämonstratenserabt
- Herbrich, Karl-Heinz (* 1937), deutscher MfS-Mitarbeiter, Leiter des Bereichs Kommerzielle Koordinierung
- Herbrich, Oliver (* 1961), deutscher Filmemacher
- Herbrich, Ralf (* 1974), deutscher Informatiker
- Herbricht, Michael (* 1947), deutscher Politiker (REP), MdL
- Herbrig, Christian Gottfried (1772–1850), deutscher Orgelbauer
- Herbrig, Egon (1932–2018), deutscher Unternehmer (Metallverarbeitung)
- Herbrig, Wilhelm Leberecht (* 1810), deutscher Orgelbauer
- Herbrot, Jakob († 1564), deutscher Kaufmann und Politiker
- Herbruger Asturias, Arturo (1912–1999), guatemaltekischer Politiker und Vizepräsident Guatemalas
- Herbrüggen, Davin (* 1998), deutscher Popsänger
- Herbruggen, Eddy van, belgischer Badmintonspieler
- Herbrüggen, Hubertus Schulte (1924–2020), deutscher Anglist und Hochschullehrer

### Herbs
- Herbst, Adolf (1909–1983), Schweizer Maler
- Herbst, Alban Nikolai (* 1955), deutscher Schriftsteller
- Herbst, Almuth, deutsche Opernsängerin (Mezzosopran) und Autorin
- Herbst, Andreas (* 1955), deutscher Historiker
- Herbst, Anna (* 1985), deutsche Opernsängerin (Sopran)
- Herbst, Antje (* 1967), deutsche Kapitänin
- Herbst, Anuschka (* 1974), deutsche Schauspielerin
- Herbst, Arnulf (* 1943), deutscher Kunsthistoriker
- Herbst, Axel (1918–2016), deutscher Diplomat
- Herbst, Beate (* 1943), deutsche Badmintonspielerin
- Herbst, Christian (1879–1966), deutscher Verwaltungsbeamter
- Herbst, Christian T. (* 1970), österreichischer Biophysiker und Gesangspädagoge
- Herbst, Christine (* 1957), deutsche Schwimmsportlerin
- Herbst, Christoph (* 1960), österreichischer Jurist und Manager
- Herbst, Christoph Maria (* 1966), deutscher Schauspieler, Komödiant, Sprecher, AutorChristoph Maria Herbst (* 1966)

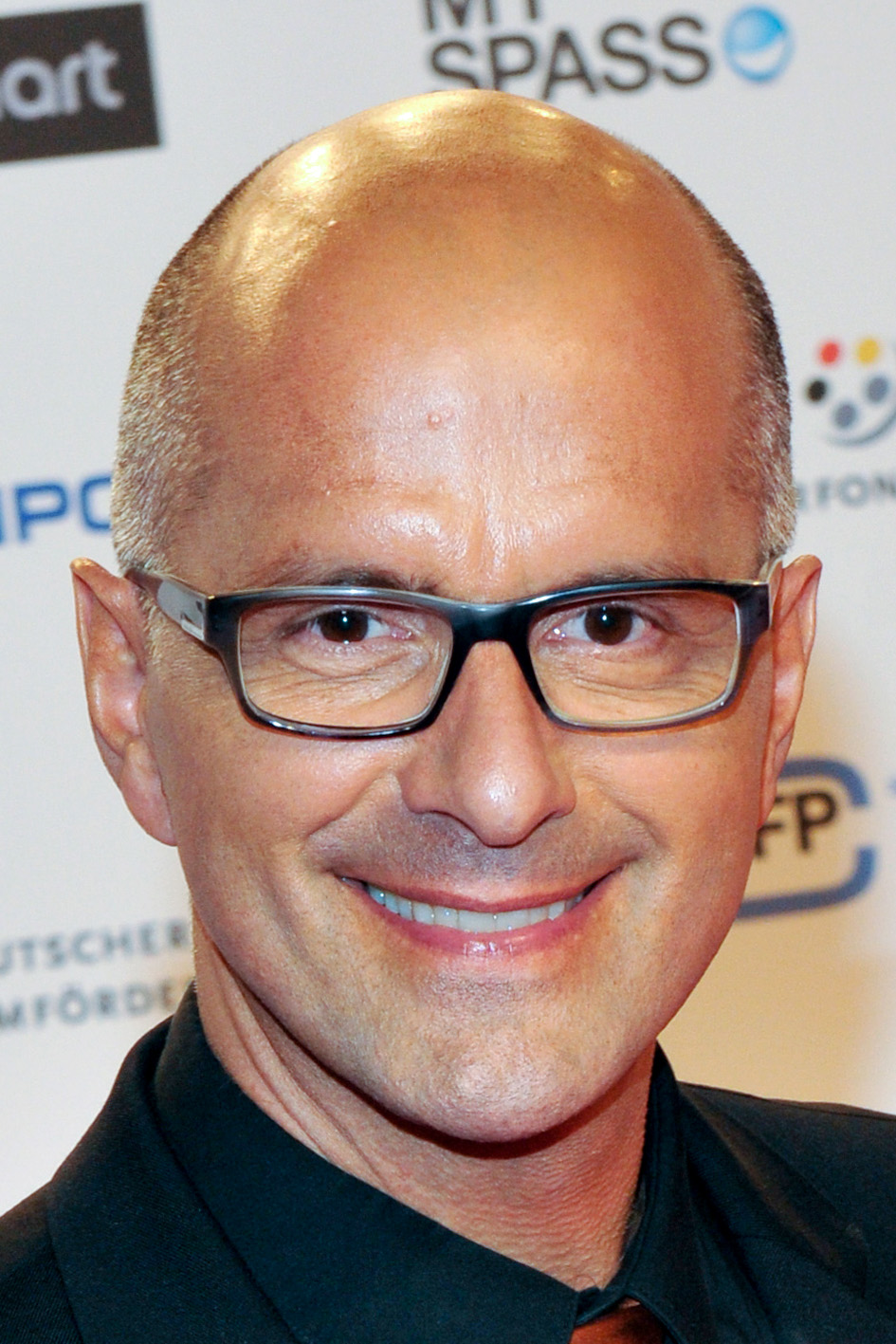
Christoph Maria Herbst (* 1966)

- Herbst, Clarissa (* 1981), deutsche Lehrerin und Politikerin (SPD), Mitglied der Hamburgischen Bürgerschaft
- Herbst, Curt (1866–1946), deutscher Zoologe
- Herbst, Danny (* 1977), deutscher Basketballspieler
- Herbst, Dominic (* 1987), deutscher Politiker (Bündnis 90/Die Grünen)
- Herbst, Eberhard (* 1941), deutscher Fußballspieler
- Herbst, Edgar (* 1961), deutscher Fotograf
- Herbst, Eduard (1820–1892), österreichischer Rechtsgelehrter und Politiker
- Herbst, Erich (1887–1950), deutscher Leichtathlet und Fußballspieler
- Herbst, Erika (* 1925), deutsche Medizinjournalistin, Esoterikerin und Politikerin
- Herbst, Eugen (* 1903), kaufmännischer Angestellter und Politiker (KPD), MdR
- Herbst, Fabian (* 2000), deutscher Fußballspieler
- Herbst, Ferdinand (1873–1938), deutscher Maurer, Unternehmer und Politiker der SPD
- Herbst, Ferdinand (1890–1950), deutscher evangelischer Theologe
- Herbst, Ferdinand Ignaz (1798–1863), deutscher römisch-katholischer Geistlicher und Theologe
- Herbst, Friedrich (1874–1937), deutscher Bergbauingenieur
- Herbst, Friedrich Ludwig Wilhelm (1825–1882), deutscher Gymnasiallehrer und -direktor, Philologe und Historiker
- Herbst, Gaby (1945–2015), österreichische Schauspielerin
- Herbst, Gerhard (* 1928), deutscher Jurist und Präsident des Bayerischen Obersten Landesgerichts
- Herbst, Gesche († 1572), Opfer der Hexenverfolgung in Neustadt am Rübenberg
- Herbst, Gustav (1803–1893), deutscher Physiologe
- Herbst, Gustav (1809–1881), deutscher Geometer, Geologe, Paläontologe und Fossiliensammler
- Herbst, Hanna (* 1990), deutsch-österreichische JournalistinHanna Herbst (* 1990)

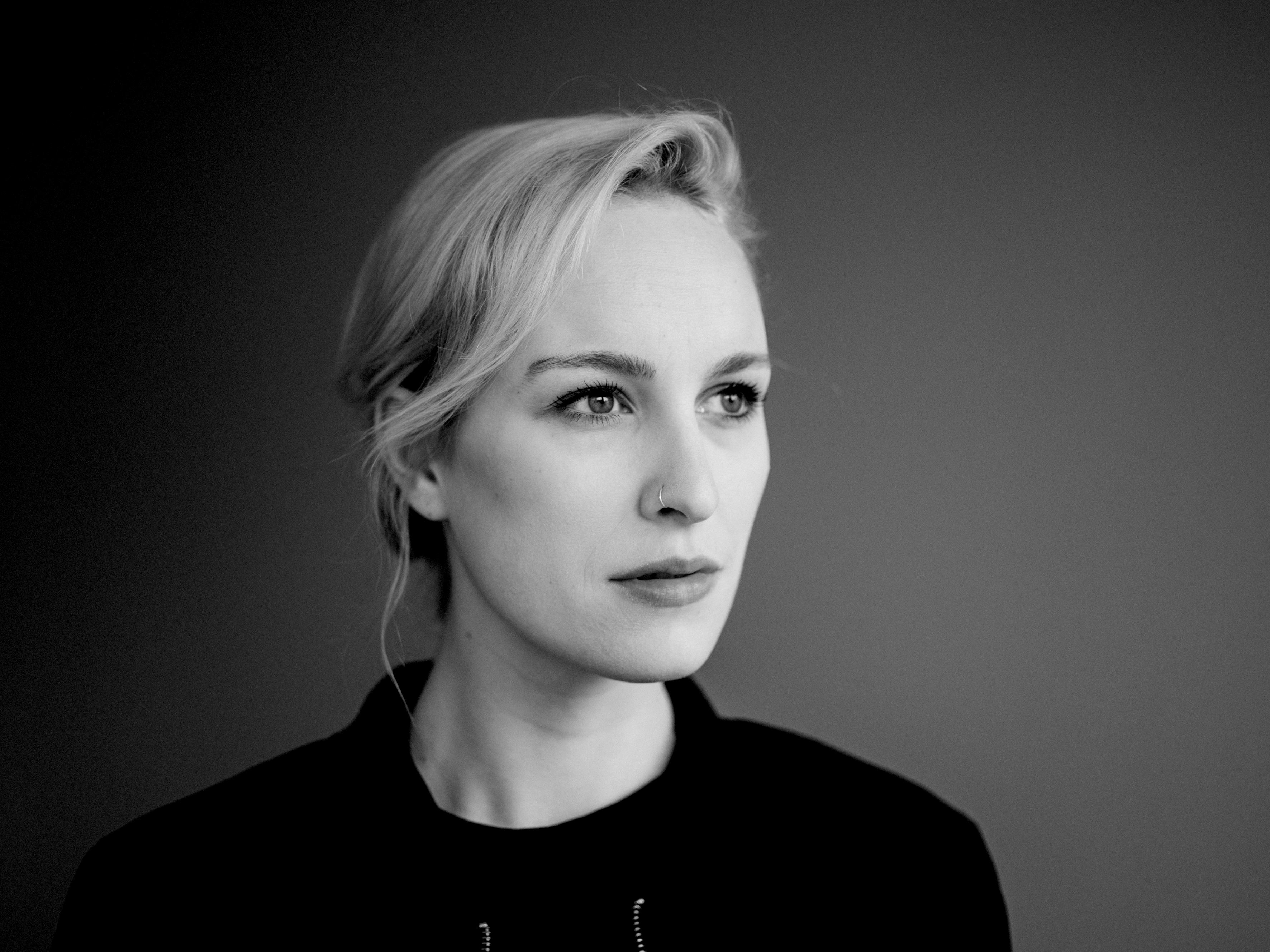
Hanna Herbst (* 1990)

- Herbst, Hans (1470–1552), Schweizer Maler
- Herbst, Hans (* 1941), deutscher Schriftsteller
- Herbst, Hans (* 1944), deutscher Basketballfunktionär und -trainer
- Herbst, Hans-Hermann (* 1951), deutscher Fußballspieler
- Herbst, Hans-Joachim (1918–1995), deutscher Politiker (FDP), MdL
- Herbst, Heiner (* 1931), deutscher Politiker (CDU), MdL
- Herbst, Helmut (1934–2021), deutscher Filmmacher
- Herbst, Hennis (* 1996), deutscher Politiker (Die Linke)
- Herbst, Hermann (1895–1944), deutscher Bibliothekar, Historiker und Handschriftengelehrter
- Herbst, Jo (1928–1980), deutscher Schauspieler und Kabarettist
- Herbst, Joachim (1928–2014), deutscher Berufsoffizier, beim Ausscheiden Generalmajor der Luftwaffe der NVA
- Herbst, Johann (1691–1761), deutscher Kunst- und Kirchenmaler
- Herbst, Johann Andreas († 1666), deutscher Komponist
- Herbst, Johann Friedrich Wilhelm (1743–1807), deutscher Naturforscher und Entomologe
- Herbst, Johann Georg (1787–1836), deutscher Theologe, Geistlicher, Professor für Theologie
- Herbst, Johannes (1735–1812), deutsch-amerikanischer Theologe, Bischof der Herrnhuter Brüdergemeine und Komponist
- Herbst, Johannes (* 1988), österreichischer Songwriter und Musikproduzent
- Herbst, Julia (* 1998), deutsche Handballspielerin
- Herbst, Jürgen (1928–2013), deutsch-amerikanischer Pädagoge
- Herbst, Jürgen (* 1939), deutscher Schlagersänger
- Herbst, Karel (* 1943), tschechischer Ordensgeistlicher und emeritierter römisch-katholischer Weihbischof in Prag
- Herbst, Karl (1916–2004), deutscher katholischer Buchautor
- Herbst, Karl (1944–2015), österreichischer Schauspieler
- Herbst, Kevin (* 1994), deutscher Handballspieler
- Herbst, Konrad (1880–1950), deutscher Politiker
- Herbst, Kristina (* 1977), deutsche Politikerin (CDU)Kristina Herbst (* 1977)

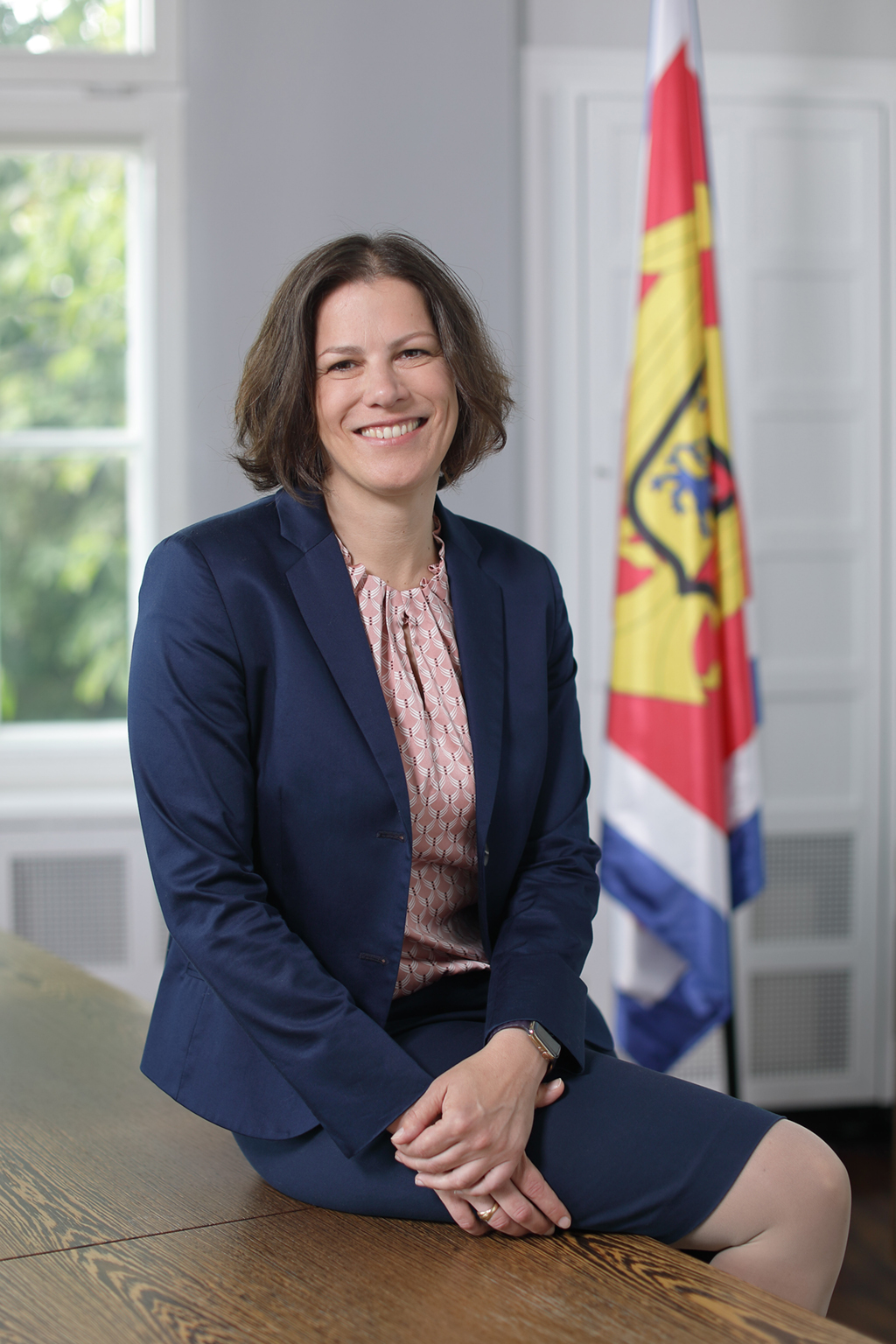
Kristina Herbst (* 1977)

- Herbst, Kurt (1922–2018), deutscher Maler
- Herbst, Lothar (1940–2000), polnischer Poet deutscher Abstammung
- Herbst, Louise (* 2008), Feldhockeyspielerin
- Herbst, Lucia (* 1982), deutsche Fantasyautorin
- Herbst, Ludolf (1943–2024), deutscher Historiker
- Herbst, Ludwig Ferdinand (1811–1894), deutscher Klassischer Philologe und Gymnasiallehrer
- Herbst, Luís (1925–2017), deutscher Ordensgeistlicher, römisch-katholischer Bischof von Cruzeiro do Sul
- Herbst, Manasse (1913–1997), österreichisch-US-amerikanischer Schauspieler und Sänger
- Herbst, Margrit (* 1940), deutsche Veterinärmedizinerin
- Herbst, Martin (1917–2005), deutscher Arzt und Pionier der Herzchirurgie
- Herbst, Maurus Xaverius (1701–1757), Benediktinermönch und Abt des Klosters Plankstetten
- Herbst, Michael (* 1955), deutscher Theologe und Hochschullehrer
- Herbst, Michael Johann (1699–1762), dänischer Schoutbynacht
- Herbst, Niclas (* 1973), deutscher Politiker (CDU), MdLNiclas Herbst (* 1973)

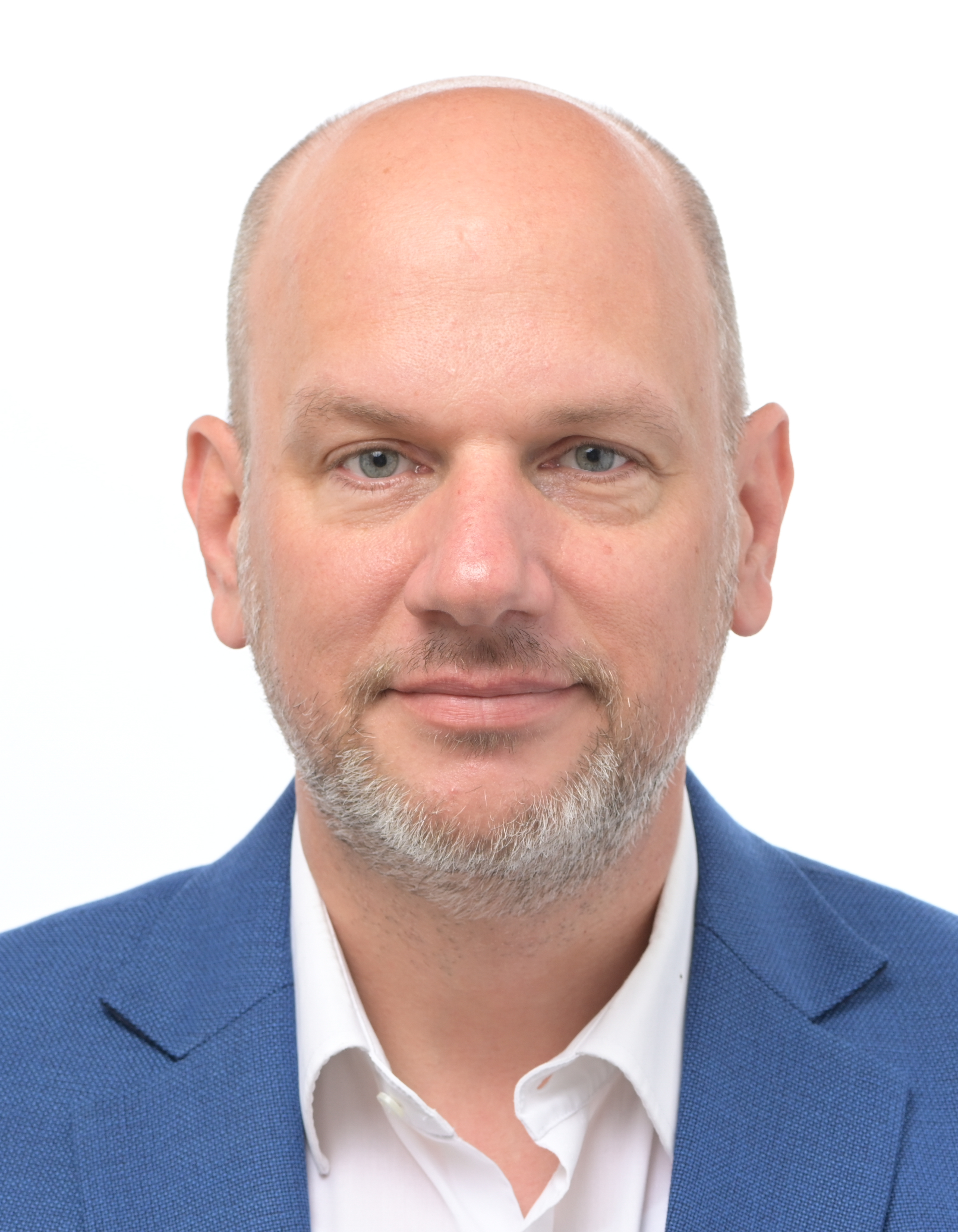
Niclas Herbst (* 1973)

- Herbst, Paul, deutscher Fußballspieler
- Herbst, Paula (1818–1883), deutsche Schriftstellerin
- Herbst, Peter Stefan (* 1965), deutscher Journalist
- Herbst, Rainer (* 1945), deutscher Künstler in den Bereichen Malerei, Druck, Grafik, Zeichnung, Plastik, Skulptur und Objekt
- Herbst, Ralf (* 1986), deutscher Eishockeyspieler
- Herbst, Reinfried (* 1978), österreichischer Skirennläufer
- Herbst, René (1891–1982), französischer Designer
- Herbst, René (* 1986), österreichischer Fußballspieler
- Herbst, Richard (1867–1937), deutscher Politiker (SPD, USPD) und Mitglied der Weimarer Nationalversammlung
- Herbst, Richard (1888–1929), deutscher Verwaltungsbeamter und Stadtdirektor
- Herbst, Roger (1945–1980), deutscher Schauspieler
- Herbst, Rudolph (1890–1936), deutscher Lehrer, Komponist und Altertumswissenschaftler
- Herbst, Sören (* 1980), deutscher Politiker (Bündnis 90/Die Grünen), MdL
- Herbst, Stefan (* 1978), deutscher Schwimmer
- Herbst, Theophil (1806–1868), deutscher Philologe und Hochschullehrer
- Herbst, Thomas (1848–1915), deutscher Maler des Impressionismus
- Herbst, Thomas (* 1953), deutscher Anglist und Professor für englische Sprachwissenschaft
- Herbst, Thomas (* 1962), deutscher Fußballspieler
- Herbst, Torsten (* 1973), deutscher Politiker (FDP); MdB, MdLTorsten Herbst (* 1973)

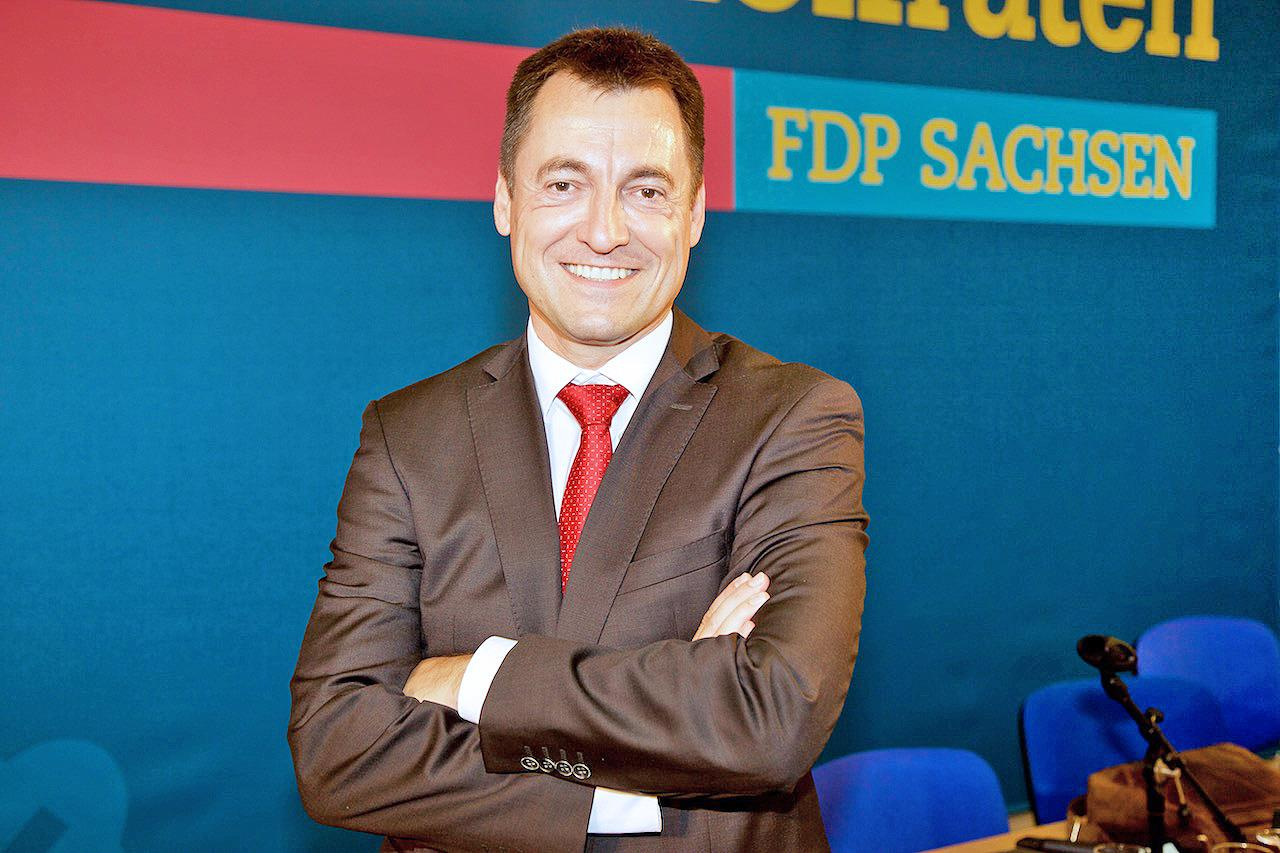
Torsten Herbst (* 1973)

- Herbst, Volker (* 1944), deutscher Badmintonspieler
- Herbst, Werner (1943–2008), österreichischer Schriftsteller
- Herbst, Wilfried (* 1935), deutscher Schauspieler, Kabarettist und Synchronsprecher
- Herbst, Wilhelm (1842–1917), deutscher Zahnarzt, Erfinder und Unternehmer
- Herbst, Wolfgang (1928–1995), deutscher Historiker und Museologe
- Herbst, Wolfgang (* 1933), deutscher Organist, Kirchenmusiker und evangelischer Theologe
- Herbster, Brigitte (* 1940), deutsche Sängerin
- Herbster, Eduard (1873–1940), deutscher Politiker (NLP, DDP)
- Herbster, Karl (1874–1948), deutscher Heimatforscher
- Herbster, Martin (1962–2024), deutscher Ringer
- Herbster-Josland, Claudette (* 1946), französische Florettfechterin
- Herbsthofer, Corazon (* 1996), deutsche Schauspielerin
- Herbsthofer, Johann (1866–1932), österreichischer Politiker (CS), Landtagsabgeordneter
- Herbsthoffer, Karl (1821–1876), österreichischer Porträt-, Genre- und Historienmaler
- Herbstman, Alexander Iossifowitsch (1900–1982), russischer Schachkomponist
- Herbstreith, Jacob (1763–1845), deutscher Uhrmacher aus dem Schwarzwald
- Herbstreuth, Diana (* 1981), deutsche Politikerin (CDU)
- Herbstreuth, Peter (1956–2016), deutscher Kunst- und Architekturkritiker sowie Kurator
- Herbstritt, Georg (* 1965), deutscher Historiker

### Herbu
- Herbulot, Claude (1908–2006), französischer Schmetterlingsforscher
- Herbulot, Guy (1925–2021), französischer Geistlicher, römisch-katholischer Bischof von Évry-Corbeil-Essonnes
- Herbulot, Maurice, französischer Radrennfahrer
- Herburger, Günter (1932–2018), deutscher Schriftsteller
- Herburger, Julius (1900–1973), deutscher Maler
- Herburger, Lukas (* 1994), österreichischer HandballspielerLukas Herburger (* 1994)

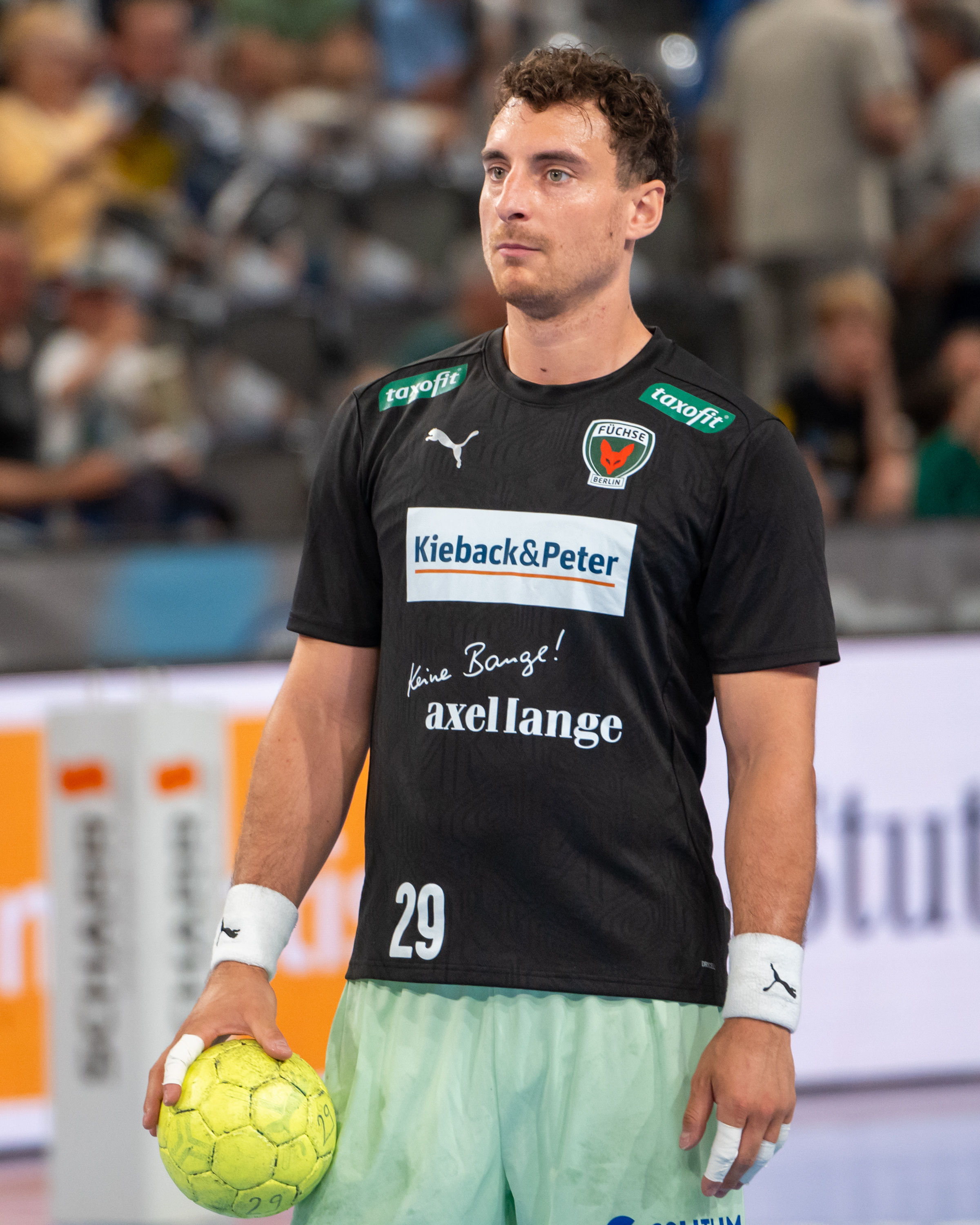
Lukas Herburger (* 1994)

- Herburger, Raphael (* 1989), österreichischer Eishockeyspieler
- Herbuś, Edyta (* 1981), polnische Tänzerin und Schauspielerin